# Beda Romano
Beda Romano (Roma, 8 aprile 1967) è un giornalista e scrittore italiano.

## Biografia
Figlio dell'ex ambasciatore Sergio Romano, dal 2011 è corrispondente da Bruxelles per il Sole 24 Ore.
Dopo essersi laureato in Scienze Politiche all'Università degli Studi di Milano, specializzandosi in Diritto Internazionale, ha successivamente conseguito una laurea specialistica in scienze sociali presso la University of Chicago e un Diplôme d'études approfondies in politica comparata presso Sciences Po, Parigi, intraprendendo subito la carriera giornalistica come collaboratore de Le Point e di USA today, infine per il quotidiano economico e per la radio della Confindustria.
Nel 2006 ha pubblicato per Longanesi il suo primo libro, Germania, questa sconosciuta, un saggio sotto forma di racconto che affronta la realtà tedesca del dopoguerra, tentando di superare stereotipi e luoghi comuni. Nel 2008 è uscito il suo secondo libro Misto Europa. Immigrati e nuove società: un viaggio nel Vecchio Continente, un saggio edito da Longanesi sull'integrazione e il multiculturalismo nell'Europa del XXI secolo. Nel 2009 ha realizzato un libro-intervista con l'ex Ministro dell'Economia italiana Tommaso Padoa-Schioppa, dal titolo La veduta corta. 
Nel 2011, dopo undici anni nell'ufficio di corrispondenza del Sole 24 Ore a Francoforte, diventa corrispondente a Bruxelles. Nel 2016 ha pubblicato per Il Mulino Berlino capitale, insieme al padre Sergio Romano.

## Opere
- Germania, questa sconosciuta, di Beda Romano, Longanesi, 2006.
- Misto europa immigrati e nuove società un viaggio nel Vecchio Continente, di Beda Romano, Longanesi, 2008.
- La veduta corta, di Beda Romano e Tommaso Padoa Schioppa, Il Mulino, 2009.
- La Chiesa contro, di Beda Romano e Sergio Romano, Longanesi, 2012
- Il ragazzo di Erfurt, di Beda Romano, Sellerio editore, 2014.
- Berlino Capitale. Storie e luoghi di una città europea, di Beda Romano e Sergio Romano, Il Mulino, 2016.
- La Brasserie di Ostenda, di Beda Romano, Guanda Editore, 2017
- Bruxelles, terra di frontiera tra mondo latino e tedesco, di Beda Romano, Il Mulino, 2019.
- Italia e Germania, l'intesa necessaria (per l'Europa), di Federico Niglia, Beda Romano e Flavio Valeri, Bollati Boringhieri, 2021.